# Riu Kurram
Kuram o Kurram és un riu a la zona fronterera entre Afganistan i Pakistan. Neix a les muntanyes de Safed Koh i rega el fèrtil vall de Kurram. Creua la província de Paktia a 33° 49′ N, 69° 58′ E / 33.817°N,69.967°E a uns 80 km al sud-oest de Jalalabad (Nangarhar). Travessa les muntanyes dominades per diversos clans waziris i entra al districte de Bannu a uns 8 km de Bannu, i finalment desaigua a l'Indus a uns 6 o 7 km al sud d'Isa Khel, després d'un curs de 320 km. Rep les aigües del Tochi o Gambila a pocs quilòmetres de Lakki. Les seves aigües són molt valuoses pel reg però no serveixen per boca encara que molta gent a Bannu l'utilitza per les tasques domèstiques habituals per manca d'altra. Quan arriba a l'Indus ha perdut força i molta aigua degut a l'aprofitament massiu per regar.